# Adalindo Tanganelli
Adalindo Tanganelli (Arezzo, 19 giugno 1819 – Arezzo, 14 dicembre 1881) è stato un politico italiano.

## Biografia
Ricco possidente, studiò giurisprudenza ed esercitò la professione di avvocato ad Arezzo. Fu sindaco facente funzioni del comune di Arezzo dal 1º febbraio 1871, finendo poi per essere nominato sindaco con Regio decreto il 3 ottobre 1872.
Sindaco per un secondo mandato dal marzo 1880, morì in carica il 14 dicembre 1881.